# Gert Jan de Boer

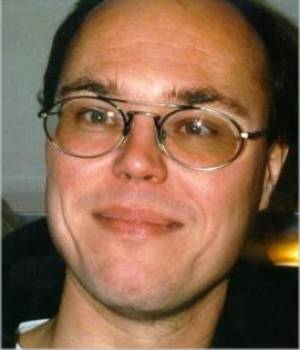
Gert Jan de Boer -foto Dimitri-

Gert Jan de Boer (25 december 1959) is een Nederlands schaker met FIDE-rating 2430 in 2017. Sinds 1986 is hij Internationaal Meester (IM).
Gert Jan de Boer heeft in het schaaktijdschrift New In Chess gepubliceerd. Hij is momenteel (2004) min of meer met schaken gestopt.

## Externe koppelingen
- (en)   Informatie over schaakpartijen van Gert Jan de Boer op ChessGames.com
- (en)   Informatie over schaakpartijen van Gert Jan de Boer op 365chess.com
- (en)  FIDE-ratinggegevens voor Gert Jan de Boer